# (6777) Balakirev
(6777) Balakirev ist ein Asteroid des Hauptgürtels, der am 26. September 1989 vom belgischen Astronomen Eric Walter Elst am La-Silla-Observatorium der Europäischen Südsternwarte (IAU-Code 809) entdeckt wurde.
Der Asteroid wurde nach dem russischen Komponisten, Pianisten und Dirigenten Mili Alexejewitsch Balakirew (1837–1910) benannt, neben Michail Glinka einem der Vorreiter einer nationalen russischen Musik.